# Radio Punto 7
Radio Punto Siete o 7, es una estación radial chilena ubicada en la frecuencia 90.9 MHz del dial FM en la Ciudad de Concepción, Región del Bío-Bío y a través de su red satelital desde la Región de Valparaíso hasta la comuna de Castro en la Región de Los Lagos. Cuenta con una red de 10 emisoras a lo largo de Chile. También transmite vía Internet en el resto del país y en todo el mundo. Inició sus transmisiones a inicios de los años 1990; su programación se orienta a la música latina y bailable en su programación habitual. Es propiedad de Bío-Bío Comunicaciones.

## Historia
La Punto 7 el año 1991 y al alero de Radio Bío Bío, comenzó usando la frecuencia 91.7 FM (del cual deriva el nombre de Punto Siete y frecuencia actualmente usada por Radio Carolina). Don Nibaldo Mosciatti Moena, dueño de Bio Bio Comunicaciones, cuando viajaba al extranjero, buscaba música exclusiva que no se conociera en Chile para agregar a su extensa discoteca. Es así como Radio Punto Siete fue la primera a nivel nacional, en dar a conocer temas como Jesús Verbo, no Sustantivo de Ricardo Arjona, Si tú no estás de Rosana o La Soledad de Laura Pausini, entre muchos otros. Radio Punto Siete comenzó su programación, con música miscelánea, mayoritariamente romántica. Cantantes como Nicola di Bari, Domenico Modugno o Joaquín Sabina se daban cita a diario en esta radioemisora, para luego ir incluyendo temas más bailables, incluyendo música tropical. Posteriormente se trasladó a la actual señal 90.9 FM que era anteriormente usada por Radio Gabriela, emisora que también perteneció al grupo Bio Bio Comunicaciones.

## Actualidad
Cuenta con su radio central en la ciudad de Concepción, contando a su vez con señales independientes en las ciudades de Valparaíso, Los Ángeles, Temuco, Valdivia, Osorno y Puerto Montt. Mientras Concepción tiene programación todos los días, de 6 a 21 horas, el resto de la cadena mantiene su programación de 7 a 21 horas.
Valparaíso de 06.00 a 22.00 h.
Actualmente, su público de audiencia se concentra principalmente en los grupos C3 y D de la población.
De lunes a viernes, las señales de Los Ángeles, Valdivia, Osorno y Puerto Montt, toman parte de la programación de la señal de su casa matriz de Concepción.

## Antiguas frecuencias
- 100.3 MHz (La Serena/Coquimbo); hoy Radio Agricultura, sin relación con Bío-Bío Comunicaciones.
- 105.7 MHz (Curicó); hoy VLN Radio, sin relación con Bío-Bío Comunicaciones.
- 91.7 MHz (Gran Concepción); hoy Radio Carolina, sin relación con Bío-Bío Comunicaciones.
- 88.5 MHz (Villarrica); hoy Radio Bío-Bío.